# 本町通り (和歌山市)
本町通り（ほんまちどおり）とは、和歌山県和歌山市中心部を南北に貫く通りである。

## 概要
本町通りの南端は和歌山城一の橋御門で、そこから一直線に伸びている。和歌山市内における三大メインストリートの一つである。

## 沿道の主な施設など
- ぶらくり丁商店街
- フォルテワジマ（旧丸正百貨店）
- 京橋
- 和歌山城

## 接続する道路
- 国道24号（北大通り）
- 城北通り
- 北ぶらくり丁
- ぶらくり丁
- 和歌山県道17号和歌山停車場線 （けやき大通り）
- 掘端通り

## その他
- 1971年まで、路面電車南海和歌山軌道線がこの通りを走っていた。